# Hamarkameratene 2014
Questa voce raccoglie le informazioni riguardanti lo Hamarkameratene nelle competizioni ufficiali della stagione 2014.

## Stagione
La stagione 2014 dello Hamarkameratene fu piuttosto tormentata, sia dal punto di vista economico che da quello tecnico. Per questi motivi, nel corso dell'anno si avvicendarono molti calciatori e tre allenatori: il 23 aprile, infatti, Vegard Skogheim rassegnò le proprie dimissioni e Svein Inge Haagenrud diventò nuovo tecnico ad interim. Il 15 maggio, Peter Sørensen venne nominato nuovo allenatore. Il 4 luglio successivo, Sørensen lasciò il club. Haagenrud tornò nuovamente ad allenare la squadra, ma il 29 agosto comunicò alla dirigenza la sua volontà di tornare a essere un assistente: il 30 agosto, quindi, venne assunto Chris Twiddy come nuovo allenatore. Nel tentativo di diminuire i costi di gestione, molti giocatori rescissero il contratto che li legava al club. Il capitano Viktor Adebahr era tra questi e la fascia fu così affidata a Fredrik Sjølstad in data 19 luglio.
Il calciatore più utilizzato in stagione fu Håkon Aalmen con 32 presenze (29 in campionato e 3 in coppa), mentre Ørjan Børmark-By fu il miglior marcatore con 5 reti (tutte in campionato).

## Maglie e sponsor
Lo sponsor tecnico per la stagione 2013 fu Adidas, mentre lo sponsor ufficiale fu Sparebanken Hedmark. La divisa casalinga era composta da una verde, con pantaloncini bianchi e calzettoni verdi. Quella da trasferta era invece costituita da una maglietta bianca, pantaloncini verdi e calzettoni bianchi.
| Casa | Trasferta |

## Calciomercato

### Sessione invernale(dal 01/01 al 31/03)
| Acquisti | Acquisti             | Acquisti        | Acquisti   |
| R.       | Nome                 | da              | Modalità   |
| -------- | -------------------- | --------------- | ---------- |
| D        | Christophe Psyché    | Kristiansund BK | prestito   |
| C        | Pekka Lagerblom      |                 | svincolato |
| A        | Ike Fofanah          |                 | svincolato |
| A        | Heiðar Júlíusson     | Þróttur         | prestito   |
| A        | Magnus Sylling Olsen |                 | svincolato |

| Cessioni | Cessioni              | Cessioni     | Cessioni      |
| R.       | Nome                  | a            | Modalità      |
| -------- | --------------------- | ------------ | ------------- |
| P        | Ivar Rønningen        |              | ritiro        |
| D        | Edmir Asani           |              | svincolato    |
| D        | Vegar Bjerke          |              | svincolato    |
| D        | Oddbjørn Lie          |              | svincolato    |
| D        | Anders Emil Nedrebø   |              | svincolato    |
| C        | Atle Norum Tronsmoen  |              | svincolato    |
| C        | Ole Amund Sveen       | Strømsgodset | fine prestito |
| A        | Sigurd Bølla Riseng   |              | svincolato    |
| A        | Emil Dahle            |              | svincolato    |
| A        | Niklas Tilley Solhaug |              | svincolato    |

### Tra le due sessioni
| Acquisti | Acquisti | Acquisti | Acquisti |
| R.       | Nome     | da       | Modalità |
| -------- | -------- | -------- | -------- |

| Cessioni | Cessioni               | Cessioni | Cessioni   |
| R.       | Nome                   | a        | Modalità   |
| -------- | ---------------------- | -------- | ---------- |
| D        | John Anders Rise       |          | svincolato |
| C        | Viktor Adebahr         |          | svincolato |
| C        | Pekka Lagerblom        |          | svincolato |
| A        | Ike Fofanah            |          | svincolato |
| A        | Tore Andreas Gundersen |          | svincolato |

### Sessione estiva(dal 15/07 all'11/08)
| Acquisti | Acquisti            | Acquisti | Acquisti   |
| R.       | Nome                | da       | Modalità   |
| -------- | ------------------- | -------- | ---------- |
| D        | Isoken Guobadia     |          | svincolato |
| D        | Jørn Jacobsen       | Kjelsås  | definitivo |
| C        | Mustafa Hassan      |          | svincolato |
| C        | Andreas Hollingen   | Molde    | prestito   |
| C        | Prince Mambouana    |          | svincolato |
| A        | Ørjan Børmark-By    | Levanger | definitivo |
| A        | Sebastian Stenqvist |          | svincolato |
| A        | Martin Trøen        | Sogndal  | prestito   |
| A        | Niklas Wenderyd     |          | svincolato |

| Cessioni | Cessioni             | Cessioni        | Cessioni   |
| R.       | Nome                 | a               | Modalità   |
| -------- | -------------------- | --------------- | ---------- |
| D        | Christophe Psyché    | Sogndal         | definitivo |
| C        | Daniel Bekkevold     | Elverum         | definitivo |
| C        | Aziz Idris           | Kristiansund BK | definitivo |
| A        | Magnus Sylling Olsen | Mjøndalen       | definitivo |

## Risultati

### 1. divisjon

#### Girone di andata
| Arbitro: | Hansen |

|  |           |               |
|  | Marcatori | 25’ Magnussen |

| Arbitro: | Eskås |

|                             |           |              |
| Skålevik 6’ Furdal 29’, 81’ | Marcatori | 17’ Sjølstad |

| Hamar 21 aprile 2014, ore 18:00 3ª giornata | HamKam | 0 – 0 referto | Kristiansund BK | Briskeby Arena (1.619 spett.)\| Arbitro: \| Steen \| |
| Arbitro:                                    | Steen  |               |                 |                                                      |

| Arbitro: | Gya |

|              |           |  |
| Ondrášek 81’ | Marcatori |  |

| Ranheim 1º maggio 2014, ore 18:00 5ª giornata             | Ranheim   | 2 – 0 referto | HamKam | DnB Arena (501 spett.) |
| \| \| \| \| \| Tronseth 6’ Snekvik 49’ \| Marcatori \| \| |           |               |        |                        |
|                                                           |           |               |        |                        |
| Tronseth 6’ Snekvik 49’                                   | Marcatori |               |        |                        |

| Arbitro: | Eskås |

|  |           |                         |
|  | Marcatori | 41’ Khalili 86’ Skartun |

| Arbitro: | Smehus Kringstad |

|                             |           |              |
| Lysvoll 22’ Bertheussen 90’ | Marcatori | 7’ Gundersen |

| Arbitro: | Ahlsen |

|                   |           |                              |
| Sylling Olsen 90’ | Marcatori | 43’ Olsen Solberg 45’ Sundli |

| Arbitro: | Moen |

|                |           |  |
| Riski 60’, 71’ | Marcatori |  |

| Arbitro: | Gya |

|                                              |           |  |
| Aalbu 30’ (aut.) Idris 87’ Sylling Olsen 90’ | Marcatori |  |

| Alta 29 maggio 2014, ore 18:00 11ª giornata                        | Alta      | 2 – 0 referto | HamKam | Finnmarkshallen (557 spett.) |
| \| \| \| \| \| Thomassen 67’ Eriksen 90’ (aut.) \| Marcatori \| \| |           |               |        |                              |
|                                                                    |           |               |        |                              |
| Thomassen 67’ Eriksen 90’ (aut.)                                   | Marcatori |               |        |                              |

| Arbitro: | Ahlsen |

|                                  |           |  |
| Kirkevold 53’, 67’ Gulliksen 82’ | Marcatori |  |

| Arbitro: | Tennøy |

|  |           |            |
|  | Marcatori | 40’ Ahmadi |

| Arbitro: | Hauge |

|                                 |           |  |
| Nystrøm 54’ Olsen 58’ Gueye 90’ | Marcatori |  |

| Arbitro: | Gya |

|               |           |             |
| Lagerblom 37’ | Marcatori | 83’ Mirčeta |

#### Girone di ritorno
| Arbitro: | Eskås |

|                                              |           |  |
| Andresen 41’ Mork 47’ Suleiman 59’, 70’, 90’ | Marcatori |  |

| Arbitro: | Tennøy |

|                |           |                      |
| Børmark-By 16’ | Marcatori | 6’, 42’ Åsen 57’ Aas |

| Arbitro: | Hauge |

|                                |           |               |
| Diomande 54’ Kapidžić 90’, 90’ | Marcatori | 2’ Børmark-By |

| Arbitro: | Eskås |

|                |           |                  |
| Børmark-By 45’ | Marcatori | 17’ Zachariassen |

| Arbitro: | Borgersen (Oslo) |

|                |           |                                     |
| Børmark-By 28’ | Marcatori | 5’ Nystrøm 31’ Åsheim 44’ Adaramola |

| Arbitro: | Hauge |

|                                              |           |  |
| Ulland Andersen 16’, 58’ Moltu 48’ Sveen 84’ | Marcatori |  |

| Hamar 24 agosto 2014, ore 18:00 22ª giornata                                             | HamKam    | 2 – 3 referto                 | Sandefjord | Briskeby Arena (1.030 spett.) |
| \| \| \| \| \| Guobadia 24’ Eriksen 56’ \| Marcatori \| 8’, 48’ Sellin 41’ Gabrielsen \| |           |                               |            |                               |
|                                                                                          |           |                               |            |                               |
| Guobadia 24’ Eriksen 56’                                                                 | Marcatori | 8’, 48’ Sellin 41’ Gabrielsen |            |                               |

| Arbitro: | Jonsson Trædal |

|                                                    |           |             |
| Aasen 26’, 60’, 68’ Schulze 45’ Jahr 65’ Lange 90’ | Marcatori | 27’ Wirstad |

| Arbitro: | Ahlsen |

|               |           |                                                        |
| Ingelstad 56’ | Marcatori | 37’ Abenzoar 69’ Hoås 76’ (rig.) Larsen 80’ Kildentoft |

| Arbitro: | Saggi |

|            |           |  |
| Wemberg 3’ | Marcatori |  |

| Arbitro: | Jonsson Trædal |

|  |           |                                                           |
|  | Marcatori | 9’ (aut.) Enger 58’ (aut.) Aalmen 68’ Mienna 86’ Garfjell |

| Arbitro: | Hansen |

|                          |           |                          |
| Økland 35’ Sivertsen 79’ | Marcatori | 11’ Hassan 59’ Hollingen |

| Arbitro: | Hagenes |

|                           |           |                                                                               |
| Hassan 64’ Børmark-By 79’ | Marcatori | 15’ (aut.) Mambouana 24’ Frede Hansen 30’ Veseth Olsen 67’ (rig.) Reginiussen |

| Arbitro: | Haugen |

|                                                               |           |                            |
| Berg 27’, 30’ Pedersen 34’ Nedrebø 48’ Aalbu 67’ Akinyemi 78’ | Marcatori | 28’ Sjølstad 36’ Hollingen |

| Arbitro: | Moen |

|            |           |                                                             |
| Hassan 12’ | Marcatori | 44’ Wangberg 51’ Andersen 56’ (aut.) Mambouana 76’ Ondrášek |

### Norgesmesterskapet
| Arbitro: | Hauge |

|                                 |           |                                               |
| Norum Tronsmoen 19’ Nerheim 63’ | Marcatori | 34’, 42’ Sjølstad 101’ Fofanah 117’ Gundersen |

| Arbitro: | Medic |

|  |                      |  |
|  | Tiri di rigore 3 – 4 |  |

| Arbitro: | Eskås |

|  |           |                 |
|  | Marcatori | 74’ Våge Nilsen |

## Statistiche

### Statistiche di squadra
| Competizione       | Punti | In casa | In casa | In casa | In casa | In casa | In casa | In trasferta | In trasferta | In trasferta | In trasferta | In trasferta | In trasferta | Totale | Totale | Totale | Totale | Totale | Totale | DR  |
| Competizione       | Punti | G       | V       | N       | P       | Gf      | Gs      | G            | V            | N            | P            | Gf           | Gs           | G      | V      | N      | P      | Gf     | Gs     | DR  |
| ------------------ | ----- | ------- | ------- | ------- | ------- | ------- | ------- | ------------ | ------------ | ------------ | ------------ | ------------ | ------------ | ------ | ------ | ------ | ------ | ------ | ------ | --- |
| 1. divisjon        | 7     | 15      | 1       | 3       | 11      | 14      | 33      | 15           | 0            | 1            | 14           | 8            | 45           | 30     | 1      | 4      | 25     | 22     | 78     | -56 |
| Norgesmesterskapet | -     | 1       | 0       | 0       | 1       | 0       | 1       | 2            | 2            | 0            | 0            | 4            | 2            | 3      | 2      | 0      | 1      | 4      | 3      | +1  |
| Totale             | -     | 16      | 1       | 3       | 12      | 14      | 34      | 17           | 2            | 1            | 14           | 12           | 47           | 33     | 3      | 4      | 26     | 26     | 81     | -55 |

### Andamento in campionato
| Giornata  | 1 | 2 | 3 | 4 | 5 | 6 | 7 | 8 | 9 | 10 | 11 | 12 | 13 | 14 | 15 | 16 | 17 | 18 | 19 | 20 | 21 | 22 | 23 | 24 | 25 | 26 | 27 | 28 | 29 | 30 |
| --------- | - | - | - | - | - | - | - | - | - | -- | -- | -- | -- | -- | -- | -- | -- | -- | -- | -- | -- | -- | -- | -- | -- | -- | -- | -- | -- | -- |
| Luogo     | C | T | C | T | T | C | T | C | T | C  | T  | T  | C  | T  | C  | T  | C  | T  | C  | C  | T  | C  | T  | C  | T  | C  | T  | C  | T  | C  |
| Risultato | P | P | N | P | P | P | P | P | P | V  | P  | P  | P  | P  | N  | P  | P  | P  | N  | P  | P  | P  | P  | P  | P  | P  | N  | P  | P  | P  |
| Posizione |   |   |   |   |   |   |   |   |   |    |    |    |    |    |    |    |    |    |    |    |    |    |    |    |    |    |    |    |    | 16 |

Fonte:  1. divisjon 2014, su altomfotball.no, Altomfotball.
Legenda:

Luogo: C = Casa; T = Trasferta. Risultato: V = Vittoria; N = Pareggio; P = Sconfitta.

### Statistiche dei giocatori
| Giocatore        | Eliteserien | Eliteserien | Eliteserien | Eliteserien | Norgesmesterskapet | Norgesmesterskapet | Norgesmesterskapet | Norgesmesterskapet | Coppe europee | Coppe europee | Coppe europee | Coppe europee | Altre coppe | Altre coppe | Altre coppe | Altre coppe | Totale   | Totale | Totale      | Totale     |
| Giocatore        | Presenze    | Reti        | Ammonizioni | Espulsioni  | Presenze           | Reti               | Ammonizioni        | Espulsioni         | Presenze      | Reti          | Ammonizioni   | Espulsioni    | Presenze    | Reti        | Ammonizioni | Espulsioni  | Presenze | Reti   | Ammonizioni | Espulsioni |
| ---------------- | ----------- | ----------- | ----------- | ----------- | ------------------ | ------------------ | ------------------ | ------------------ | ------------- | ------------- | ------------- | ------------- | ----------- | ----------- | ----------- | ----------- | -------- | ------ | ----------- | ---------- |
| H. Aalmen        | 29          | 0           | 3           | 0           | 3                  | 0                  | 0                  | 0                  | ?             | ?             | ?             | ?             | ?           | ?           | ?           | ?           | 32+      | 0+     | 3+          | 0+         |
| V. Adebahr       | 14          | 0           | 2           | 0           | 3                  | 0                  | 0                  | 0                  | ?             | ?             | ?             | ?             | ?           | ?           | ?           | ?           | 17+      | 0+     | 2+          | 0+         |
| D. Bekkevold     | 15          | 0           | 0           | 0           | 1                  | 0                  | 0                  | 0                  | ?             | ?             | ?             | ?             | ?           | ?           | ?           | ?           | 16+      | 0+     | 0+          | 0+         |
| Ø. Børmark-By    | 13          | 5           | 1           | 0           | -                  | -                  | -                  | -                  | ?             | ?             | ?             | ?             | ?           | ?           | ?           | ?           | 13+      | 5+     | 1+          | 0+         |
| K. Eriksen       | 26          | 1           | 3           | 0           | 3                  | 0                  | 0                  | 0                  | ?             | ?             | ?             | ?             | ?           | ?           | ?           | ?           | 29+      | 1+     | 3+          | 0+         |
| H. Fikke         | 0           | 0           | 0           | 0           | 0                  | 0                  | 0                  | 0                  | ?             | ?             | ?             | ?             | ?           | ?           | ?           | ?           | 0+       | 0+     | 0+          | 0+         |
| I. Fofanah       | 10          | 0           | 0           | 0           | 2                  | 1                  | 0                  | 0                  | ?             | ?             | ?             | ?             | ?           | ?           | ?           | ?           | 12+      | 1+     | 0+          | 0+         |
| G. Gerkondani    | 0           | 0           | 0           | 0           | 1                  | 0                  | 1                  | 0                  | ?             | ?             | ?             | ?             | ?           | ?           | ?           | ?           | 1+       | 0+     | 1+          | 0+         |
| T. Gundersen     | 15          | 1           | 1           | 0           | 3                  | 1                  | 0                  | 0                  | ?             | ?             | ?             | ?             | ?           | ?           | ?           | ?           | 18+      | 2+     | 1+          | 0+         |
| I. Guobadia      | 9           | 1           | 6           | 0           | -                  | -                  | -                  | -                  | ?             | ?             | ?             | ?             | ?           | ?           | ?           | ?           | 9+       | 1+     | 6+          | 0+         |
| K. Hagen         | 6           | 0           | 1           | 0           | 1                  | 0                  | 0                  | 0                  | ?             | ?             | ?             | ?             | ?           | ?           | ?           | ?           | 7+       | 0+     | 1+          | 0+         |
| M. Hassan        | 14          | 3           | 2           | 0           | -                  | -                  | -                  | -                  | ?             | ?             | ?             | ?             | ?           | ?           | ?           | ?           | 14+      | 3+     | 2+          | 0+         |
| A. Hollingen     | 10          | 2           | 0           | 0           | -                  | -                  | -                  | -                  | ?             | ?             | ?             | ?             | ?           | ?           | ?           | ?           | 10+      | 2+     | 0+          | 0+         |
| E. Holst         | 9           | 0           | 0           | 0           | 1                  | 0                  | 0                  | 0                  | ?             | ?             | ?             | ?             | ?           | ?           | ?           | ?           | 10+      | 0+     | 0+          | 0+         |
| A. Idris         | 14          | 1           | 3           | 0           | 3                  | 0                  | 1                  | 0                  | ?             | ?             | ?             | ?             | ?           | ?           | ?           | ?           | 17+      | 1+     | 4+          | 0+         |
| V. Ingelstad     | 12          | 1           | 0           | 0           | 0                  | 0                  | 0                  | 0                  | ?             | ?             | ?             | ?             | ?           | ?           | ?           | ?           | 12+      | 1+     | 0+          | 0+         |
| J. Jacobsen      | 13          | 0           | 2           | 0           | -                  | -                  | -                  | -                  | ?             | ?             | ?             | ?             | ?           | ?           | ?           | ?           | 13+      | 0+     | 2+          | 0+         |
| T. Jevne Hagen   | 7           | 0           | 0           | 0           | 1                  | 0                  | 0                  | 0                  | ?             | ?             | ?             | ?             | ?           | ?           | ?           | ?           | 8+       | 0+     | 0+          | 0+         |
| H. Júlíusson     | 15          | 0           | 2           | 0           | 2                  | 0                  | 0                  | 0                  | ?             | ?             | ?             | ?             | ?           | ?           | ?           | ?           | 17+      | 0+     | 2+          | 0+         |
| P. Lagerblom     | 8           | 1           | 1           | 0           | 2                  | 0                  | 0                  | 0                  | ?             | ?             | ?             | ?             | ?           | ?           | ?           | ?           | 10+      | 1+     | 1+          | 0+         |
| H. Lehne Olsen   | 21          | 0           | 0           | 0           | 2                  | 0                  | 0                  | 0                  | ?             | ?             | ?             | ?             | ?           | ?           | ?           | ?           | 23+      | 0+     | 0+          | 0+         |
| P. Mambouana     | 12          | 0           | 2           | 1           | -                  | -                  | -                  | -                  | ?             | ?             | ?             | ?             | ?           | ?           | ?           | ?           | 12+      | 0+     | 2+          | 1+         |
| F. Mjørud        | 2           | 0           | 0           | 0           | 0                  | 0                  | 0                  | 0                  | ?             | ?             | ?             | ?             | ?           | ?           | ?           | ?           | 2+       | 0+     | 0+          | 0+         |
| T. Osmo Strand   | 15          | 0           | 0           | 0           | 1                  | 0                  | 0                  | 0                  | ?             | ?             | ?             | ?             | ?           | ?           | ?           | ?           | 16+      | 0+     | 0+          | 0+         |
| L. Øvernes       | 21          | 0           | 0           | 0           | 2                  | 0                  | 0                  | 0                  | ?             | ?             | ?             | ?             | ?           | ?           | ?           | ?           | 23+      | 0+     | 0+          | 0+         |
| C. Psyché        | 14          | 0           | 3           | 0           | 3                  | 0                  | 0                  | 0                  | ?             | ?             | ?             | ?             | ?           | ?           | ?           | ?           | 17+      | 0+     | 3+          | 0+         |
| J. Rise          | 14          | 0           | 0           | 0           | 3                  | 0                  | 0                  | 0                  | ?             | ?             | ?             | ?             | ?           | ?           | ?           | ?           | 17+      | 0+     | 0+          | 0+         |
| E. Sildnes       | 1           | 0           | 0           | 0           | 0                  | 0                  | 0                  | 0                  | ?             | ?             | ?             | ?             | ?           | ?           | ?           | ?           | 1+       | 0+     | 0+          | 0+         |
| F. Sjølstad      | 18          | 2           | 1           | 0           | 1                  | 2                  | 0                  | 0                  | ?             | ?             | ?             | ?             | ?           | ?           | ?           | ?           | 19+      | 4+     | 1+          | 0+         |
| S. Stenqvist     | 2           | 0           | 0           | 0           | -                  | -                  | -                  | -                  | ?             | ?             | ?             | ?             | ?           | ?           | ?           | ?           | 2+       | 0+     | 0+          | 0+         |
| E. Stubsjøen     | 3           | 0           | 0           | 0           | 0                  | 0                  | 0                  | 0                  | ?             | ?             | ?             | ?             | ?           | ?           | ?           | ?           | 3+       | 0+     | 0+          | 0+         |
| M. Sylling Olsen | 15          | 2           | 3           | 0           | 2                  | 0                  | 0                  | 0                  | ?             | ?             | ?             | ?             | ?           | ?           | ?           | ?           | 17+      | 2+     | 3+          | 0+         |
| M. Trøen         | 7           | 0           | 0           | 0           | -                  | -                  | -                  | -                  | ?             | ?             | ?             | ?             | ?           | ?           | ?           | ?           | 7+       | 0+     | 0+          | 0+         |
| N. Wenderyd      | 4           | 0           | 0           | 0           | -                  | -                  | -                  | -                  | ?             | ?             | ?             | ?             | ?           | ?           | ?           | ?           | 4+       | 0+     | 0+          | 0+         |
| C. Wirstad       | 9           | 1           | 0           | 0           | 1                  | 0                  | 0                  | 0                  | ?             | ?             | ?             | ?             | ?           | ?           | ?           | ?           | 10+      | 1+     | 0+          | 0+         |
| A. Woo Enger     | 12          | 0           | 2           | 0           | 0                  | 0                  | 0                  | 0                  | ?             | ?             | ?             | ?             | ?           | ?           | ?           | ?           | 12+      | 0+     | 2+          | 0+         |